# فريزلاندكامبينا
هي جمعيةٌ تعاونيةٌ هولندية متعددةُ الجِنسيّات لِمُنتجاتِ الألبانِ ومقرُّها الرَّئيسي في أمرسفورت، هولندا.

## نُبذة عن تاريخ تعاونيّة فريزلاند كامبينا
- بدأتْ قصّة فريزلاند كامبينا وعلاقتُها بالحليب في عام 1871 حينَ قرَّر المزارعون توحيد جهودهم في مصانعِ الألبانِ التَّعاونية المحليّة، حيثُ صار بإمكانهم تعزيزُ مركزهم في السّوق وضمان بيع حليبهم. وتُعتبَر اليوم فريزلاند كامبينا أكبر جمعيّة تعاونيّة ألبان في العالم وواحدة من أكبر خمس شركات ألبان في العالم بإيرادات سنويّة تبلغ 11.14 مليار يورو مليار يورو (2020). تمتلك فريزلاند كامبينا مكاتب فرعيّة في 38 دولة وتوظِّفُ أكثرَ من 23 ألف شخص "حسب تقرير الشركة نصف السنوي لعام 2021"
- تم تنظيم رويال فريزلاند كامبينا Royal FrieslandCampina كتعاونية تعود جُذورها إلى عام 1871 وقد نمَت من خلال عمليات الدّمج والاستحواذ. تم إنشاء Campina في عام 1989 من خلال اندماج تعاونيّتين إقليميّتين لمنتجات الألبان، وهما ميلك يوني هولند Melkunie Holland و دي ام في كامبينا DMV Campina. بعد هذا الاندماج ، تم تسميةُ الشّركة باسم كامبينا ميلك يوني Campina Melkunie حتى أسقطتْ جزء Melkunie من الاسم في عام 2001.

```
وفي أواخر عام 1997، اندمجت أربع 
جمعيات تعاونية
 
هولندية
 لإنتاج الألبان لتشكيل شركة فريزلاند كوبركو ديري فوود Friesland Coberco Dairy Food. في حزيران 2004، منحت ملكة 
هولنداQueen Beatrix بياتريكس
 FCDF  فريزلاند فودز التصنيف الملكي بمناسبة الذكرى 125 لتأسيسها. أعادت FCDF تسمية نفسها Royal Friesland Foods.
```

وفي 19 كانون الأول 2007، أعلنت شركة فريزلاند فوود كامبينا Campina و Friesland Foods أن الشّركتين كانتا تستكشفان إمكانيّة الاندماج.
```
وافق 
الاتحاد الأوروبي
 على اندماج التعاونيّتين بشرط بيع بعض أقسام 
الجبن
 ومشروبات 
الألبان
. 
```

وتمّ البدأ بتداول اسم فريزلاند كامبينا في 31 كانون الأول 2008 نتيجة اندماجٍ بين فريزلاند فودز وكامبينا.
- الشّركة مملوكة بالكامل لشركة Zuivelcoöperatie FrieslandCampina U.A. ومع ما يقرب من 17000 من مزارع الألبان الأعضاء في هولندا وألمانيا وبلجيكا

احتفلت مؤخراً فريزلاند كامبينا ببلوغها 150 عاماً على نشأتِهَا.

## رسالة فريزلاند كامبينا
تزوِّد فريزلاند كامبينا كلَّ يومٍ ملايين المستهلكين في جميع أنحاءِ العالم بمُنتجات الألبان الغنيّة بالعناصر الغِذائيّة القَيِّمة من الحليب.
تنتج فريزلاند كامبينا وتبيع المنتجات الاستهلاكية مثل منتجات الألبان والمشروبات وأغذية الرضَّع والجبن والحلويات في العديد من البلدان الأوروبية ، في آسيا وفي أفريقيا من خلال الشّركات التابعة لها. كما يتم تصدير منتجات الألبان إلى جميع أنحاء العالم من هولندا إلى أكثر من 100 دولة.

## فريزلاند كامبينا في الخليج العربي وشمال أفريقيا
ماركة أبو قوس  فريزلاند كامبينا حرِيصة على التحكّم بكامِل سلسلة إنتاج الحليب، بدءاً من الحليب الخام ووصولاً إلى المُنتج النِّهائي (من المزارع مباشرة). وهو ما يضمنُ جودة وسلامة واستدامة منتجات الشركة. تتواجد منتجات “فريزلاند كامبينا الشرق الأوسط” في شبه الجزيرة العربية وشمال أفريقيا في السعودية والإمارات العربية المتحدة ومصر والمغرب والبحرين وعُمان واليمن والكويت، كما يشمل نطاقُها الجغرافي منطقة بلاد الشام. فريزلاند كامبينا من أوائل الشّركات مُتعدِّدة الجنسيات لتصنيع مُنتجات الألبان التي تدخل سوق الشّرق الأوسط.
مُنذ إطلاق مجموعة منتجات حليب “أبو قوس” في المملكة العربية السعودية والخليج العربي عام 1955 – والتي كانت أولّ مرة تدخل فيها علامة تجارية متعدّدة الجنسيات إلى المنطقة العربية – أصبحت منتجات فريزلاند كامبينا ذات شعبية واسعة في المملكة العربية السعودية خاصةً ودول الخليج العربي بشكل عام. وتتابع احتلال مكانتها بين منتجات الحليب بسبب مكوناته الغنيّة بالقيم الغذائية.
وتشتهرُ مجموعة فريزلاند كامبينا بالعلامة التجارية “أبو قوس” في الشرق الأوسط بينما توفِّر الجبن في مصر بالعلامة التجارية “فريكو”.رويترز، ماركة فريكو 
خلال مائة عام، نما مصنع الجبن في ماروم Marum ليصبح أكبر مصنع جبن لجبن إيدام Edam في أوروبا الغربية. 80 إلى 90 في المائة من المنتجات تستخدم للتصدير. تحت اسم العلامة التجارية فريكو Frico، يتم توزيع جبن إيدام Edam في مصر وليبيا والمغرب وبلدان أخرى كثيرة حول العالم.
دخلت شركة فريكو في بدايات التسعينيات إلى أسواق الشرق الأوسط.
حازت شركة فريكو على عدّة جوائز عالمية لجودة منتجاتها. ففي عام 2004، منحت فريكو الجائزة الذهبية في بطولة العالم للجبنة في ولاية ويسكوسن الأمريكيّة.
وقّعت مؤخّراً فريزلاند كامبينا والشركة العربية للصناعات الغذائية (Domty) اتفاقية مشروع مشترك تركِّز على تصدير الجبن إلى إفريقيا والشّرق الأوسط.

## روابط خارجية
- الموقع الرسمي

https://www.reuters.com/article/egypt-arab-dairy-mn2-idARAKCN1TH050

https://www.frico.com/ar-kw
https://www.rainbowmilk.com/ar

```
الموقع الرسمي لفريزلاند كامبينا
```

 التقرير نصف السنوي لعام ٢٠٢١
 هولندا
قالب:تعاوينة